# Алюминийдиниобий
Алюминийдиниобий — бинарное неорганическое соединение
ниобия и алюминия
с формулой Nb2Al,
светло-серые кристаллы,
не растворяется в воде.

## Получение
- Спекание стехиометрических количеств чистых веществ:

{\displaystyle {\mathsf {2Nb+Al\ {\xrightarrow {1870^{o}C}}\ Nb_{2}Al}}}

## Физические свойства
Алюминийдиниобий образует светло-серые кристаллы
тетрагональной сингонии,
пространственная группа P 42/mmn,
параметры ячейки a = 0,9943 нм, c = 0,5186 нм, Z = 10,
структура типа железохрома FeCr
.
Соединение образуется по перитектической реакции при температуре 1870°С.
Имеет большую область гомогенности.
Не растворяется в воде и органических растворителях.

## Химические свойства
- Разлагается при нагревании:

{\displaystyle {\mathsf {3Nb_{2}Al\ {\xrightarrow {>1870^{o}C}}\ 2Nb_{3}Al+Al}}}